# Fakoemulzifikace
Fakoemulzifikace je operační postup, kdy je za pomoci ultrazvukové vlny a podtlakové pumpy destruována a odsáta oční čočka. Jde o rutinní miniinvazivní postup, který je součástí operativní léčby katarakty (šedého zákalu) metodou extrakapsulární extrakce (ECCE). Ultrazvuková vlna se přesně zaměří na zakalenou čočku, provede se boční vpich duté jehly, která se napojí na podtlakovou pumpu a emulze vzniklá po ultrazvukové destrukci oční čočky se odsaje. Prázdné čočkové pouzdro se vyčistí a vypláchne a je připraveno pro implantaci umělé nitrooční čočky. Soudobé umělé nitrooční čočky jsou schopny vložení minimálním řezem, takže oko je schopno vidět prakticky ihned po zákroku a hojení je rychlé a bezproblémové.